# Metz István
Metz István (Budapest, 1894. május 8. – Marosvásárhely, 1983. május 10.) magyar orvos, orvostörténész, színműíró, novellista. Metz Albert fia, Metz Katalin apja.

## Életútja
Oklevelét a budapesti Pázmány Péter Tudományegyetem Orvostudományi Karán szerezte (1924), majd Iaşi-ban szerzett újabb, nosztrifikált diplomát (1930). Marosvásárhelyen a Szanatórium belgyógyász orvosa (1928–34), a Betegsegélyező főorvosa (1940–47), poliklinikai vezető főorvos (1948–49), az Marosvásárhelyi Orvosi és Gyógyszerészeti Egyetem orvostörténeti tanszékének alapítója és egyetemi előadó tanára (1949–52), majd a Diákpoliklinika vezető főorvosa nyugalomba vonulásáig (1954–69). Orvosi pályafutása során megszervezte három erdélyi megye orvos-egészségügyi ellátását, kórházak, körök hálózatát, irodalmi hajlamainak megfelelően egy ideig (1952–54) az Állami Székely Színház irodalmi titkára. A KZST tagja.

## Munkássága
Első írásait a Színház, Cirkusz és Tükör című marosvásárhelyi lapok közlik (1919–22). A Marosvölgyi Munkás, Zord Idő, Keleti Újság, Brassói Lapok, 1944 után a Szabad Szó, Művelődési Útmutató munkatársa. Orvostörténeti cikkeit a Romániai Magyar Szó, elbeszéléseit az Igaz Szó közölte. Jánoska című színművét 1949-ben a Székely Színház mutatta be, Esztike című egyfelvonásos vígjátéka a kolozsvári és a marosvásárhelyi színházakban került színre (1952), darabjait a műkedvelők is játszották országszerte. Hangjátékait a marosvásárhelyi rádió közvetítette (1952–56). Az Orosz Könyv Kiadó marosvásárhelyi szekciójának vezetőjeként könyveket gondozott, a Tankönyvkiadó számára oroszból fordított kiadványokat.

## Munkái
- Blanka (novellák, Marosvásárhely, 1920);
- Jánoska. A gyárigazgató (Két egyfelvonásos. 1949)
- I. Az orvostörténelem az ősközösségtől a kapitalizmusig
- II. Az orvostörténelem a kapitalizmustól napjainkig (kőnyomatos egyetemi jegyzet, Marosvásárhely, 1950-51)
- Önéletírása kéziratban